# Gironico
Gironico is een plaats in de gemeente Colverde in de Italiaanse provincie Como (regio Lombardije) en telt 2133 inwoners (31-12-2004). Tot februari 2014 was Gironico een zelfstandige gemeente met een oppervlakte van 4,5 km².

## Demografie
Gironico telt ongeveer 785 huishoudens. Het aantal inwoners steeg in de periode 1991-2001 met 25,2% volgens cijfers uit de tienjaarlijkse volkstellingen van ISTAT.
| Jaar | Inwoneraantal |
| ---- | ------------- |
| 1991 | 1629          |
| 2001 | 2039          |